# Капичина Ганна Микитівна
Ганна Микитівна Капичина (нар. 1912 — ?) — українська радянська діячка, новатор виробництва, робітниця заводоуправління промбудматеріалів міста Києва. Депутат Верховної Ради УРСР 5-го скликання. Герой Соціалістичної Праці (9.08.1958).

## Біографія
З 1940-х років — робітниця, садчиця цегли заводоуправління Петровських цегляних заводів управління промисловості будівельних матеріалів виконкому Київської міської ради депутатів трудящих.
Потім — на пенсії у місті Києві.

## Нагороди
- Герой Соціалістичної Праці (9.08.1958)
- орден Леніна (9.08.1958)
- ордени
- медалі